# コンパス・カレッジ
コンパス・カレッジ（Compass College）は、（教育局學校註冊編號：556661）、高等教育機関が香港でキャリア志向のホスピタリティ＆ツーリズム管理や経営管理プログラムを提供することであります。コンパスカレッジと提携している教育機関は現代教育です。。コンパス・カレッジは1年間のディプロマプログラムと2年間の高等ディプロマを提供します。主には中等学校の卒業生のためのプログラムです。

## コース
コンパスカレッジはHKCAVVQからの認定を受けたプログラムを提供しています。商業技術教育委員会（BTEC）レベル3とレベル5ディプロマプログラムと協力しています。美國酒店業協會 AH＆LA証明書コース、とNCC教育高等ディプロマプログラムも提供しています。
一年間のディプロマプログラム
- 国際ホスピタリティマネジメントのディプロマ [6]
- ホスピタリティマネジメントの国際ディプロマ
- ホスピタリティ＆ツーリズムマネジメントのプロフェッショナルディプロマ

二年間のディプロマプログラム
- 会計＆管理のエグゼクティブディプロマ

BTECディプロマプログラム
- ピアソンBTECホスピタリティレベル3証明書
- ピアソンBTECビジネスレベル3証明書
- ピアソンBTECホスピタリティマネジメントレベル5 HNCのディプロマ
- ピアソンBTECビジネスレベル5 HNCディプロマ

AHLEI証明書のコース
- 認定されたゲストサービスプロフェッショナル

NCC教育プログラム
- ビジネスでのNCC教育レベル4ディプロマ（QCF）
- ビジネスでのNCC教育レベル5ディプロマ（QCF）

## 学生達の学校生活
コンパス・カレッジは2011以来毎年、旧正月に年宵市場に参加してます。 以下のはそのイベントについての新聞記事です。
- 學生哥兔氣揚眉 2011-02-01 太陽報
- 大專生自行搭建年宵檔 2014-01-23 大公報
- 維園年宵全場（口臣）爆 2014-01-28 太陽報